# Auguste Carli
Pour les articles homonymes, voir Carli.
Auguste Henri Carli, né à Marseille le 12 juillet 1868 et mort à Paris le 28 janvier 1930, est un sculpteur français.

## Biographie
Auguste Henri Carli nait le 12 juillet 1868 à Marseille. Il est le frère du sculpteur François Carli (1872-1957).
Élève du sculpteur Émile Aldebert, Auguste Carli emporte en 1890 le concours de l'École des beaux-arts de Marseille, ce qui lui vaut une bourse pour se rendre à l'École des beaux-arts de Paris pour compléter sa formation dans l'atelier de Jules Cavelier.
Il obtient en 1896 le second prix de Rome alors que son compatriote Constant Roux triomphe, ce qui lui ferme certaines perspectives parisiennes. Il reçoit sa première commande de l'État le 30 janvier 1900 pour deux figures d'enfants jouant, destinées aux linteaux des portes latérales du porche central du Grand Palais à Paris.
Il s'établit à Marseille et travaille sur divers chantiers comme celui de l'escalier de la gare Saint-Charles ou de la Caisse d'épargne. Pour l'hôtel de la Caisse d'Épargne à Marseille, il sculpte un haut-relief situé à l'intersection de la place Estrangin et du cours Pierre Puget : l'allégorie de L'Épargne est figurée par une femme largement drapée, s'avançant un livret à la main vers un forgeron qui lui tend une bourse contenant ses économies ; en arrière-plan sont figurés un laboureur et un semeur, tandis qu'en bas à droite un couple âgé, la main dans la main, bénéficiant des bienfaits de la prévoyance.
Il réalise plusieurs œuvres religieuses dont La lutte de Jacob et de l'Ange et Le Christ et sainte Véronique. Cette dernière sculpture, montrée à l'occasion de l'Exposition coloniale de 1906, se caractérise par les expressions de la douleur marquant le visage du Christ et de la souffrance retenue de sainte Véronique. Le Christ et sainte Véronique est située à l'intérieur de la basilique Sainte-Marie-Majeure de Marseille.
Henriette Albrand, fille de l'armateur Joseph Étienne, commande en 1904 à Auguste Carli une fontaine monumentale afin de célébrer le souvenir de son père. Cette fontaine du Triomphe d'Amphitrite est inaugurée en  1906 sur la place Joseph Étienne à Marseille. Un imposant piédestal supporte la statue d'Amphitrite, le bras gauche tendu vers la ville, avec à ses pieds un triton soufflant dans une conque. Le piédestal, qui comporte quatre rostres décorés de têtes de bélier, est surmonté d'un cartouche sur lequel sont gravés les noms des navires appartenant à l'armateur Joseph Étienne : Le Cèdre, Le Clarisse Louise, Le Goéland et Le Nicolas Étienne Jeune.
Ses amitiés pour les milieux radicaux-socialistes lui valent les commandes du Monument au sénateur Victor Leydet (1910) à Aix-en-Provence, le Monument à Camille Pelletan à Salon-de-Provence (1922), et le Monument à Paul Peytral (1926) au parc Borély à Marseille.
Il réalise également les sculptures du monument aux morts de Nîmes (1923).
Il meurt à Paris le 28 janvier 1930.

## Œuvres

### Sculptures
- 1900 :
  - Paris, Grand Palais : deux figures d'enfants jouant (linteaux des portes latérales du porche central)
  - Bagnols-sur-Cèze : Monument de Joseph Thome[3]

- 1902 :
  - Clermont-Ferrand, place Michel-de-l'Hôpital : La Lutte de Jacob avec l'Ange

- 1903 :
  - Gardanne, cours de la République : Buste de la marquise de Gueidan

- 1904 :
  - Marseille, caisse d'épargne : L'Épargne

- 1906 :
  - Marseille :
    - Cathédrale Sainte-Marie-Majeure : Sainte Véronique et le Christ[4]
    - Place Joseph-Étienne : Le Triomphe d'Amphitrite (fontaine monumentale)

- 1909 :
  - Marseille, palais Longchamp : Monument à Adolphe Monticelli

- 1910 :
  - Aix-en-Provence : Monument à Victor Leydet

- 1911-1915 :
  - Marseille, escalier de la gare Saint-Charles : Marseille, porte de l'Orient[5]

- 1922 : 
  - Salon-de-Provence : Monument à Camille Pelletan

- 1926 :
  - Marseille, parc Borély : Monument à Paul Peytral

- Issy-les-Moulineaux, parc municipal Henri-Barbusse : Praxitèle
- Marseille, cimetière Saint-Pierre : L'Envol

### Monuments aux morts
- Draguignan : monument aux morts
- Nîmes : monument aux morts[6] (1923)
- Saint-Jean-du-Gard : monument aux morts[7] (1922)

## Élèves
- Clarisse Lévy-Kinsbourg (1896-1959)[8]

## Galerie

Œuvres d'Auguste Carli à Marseille
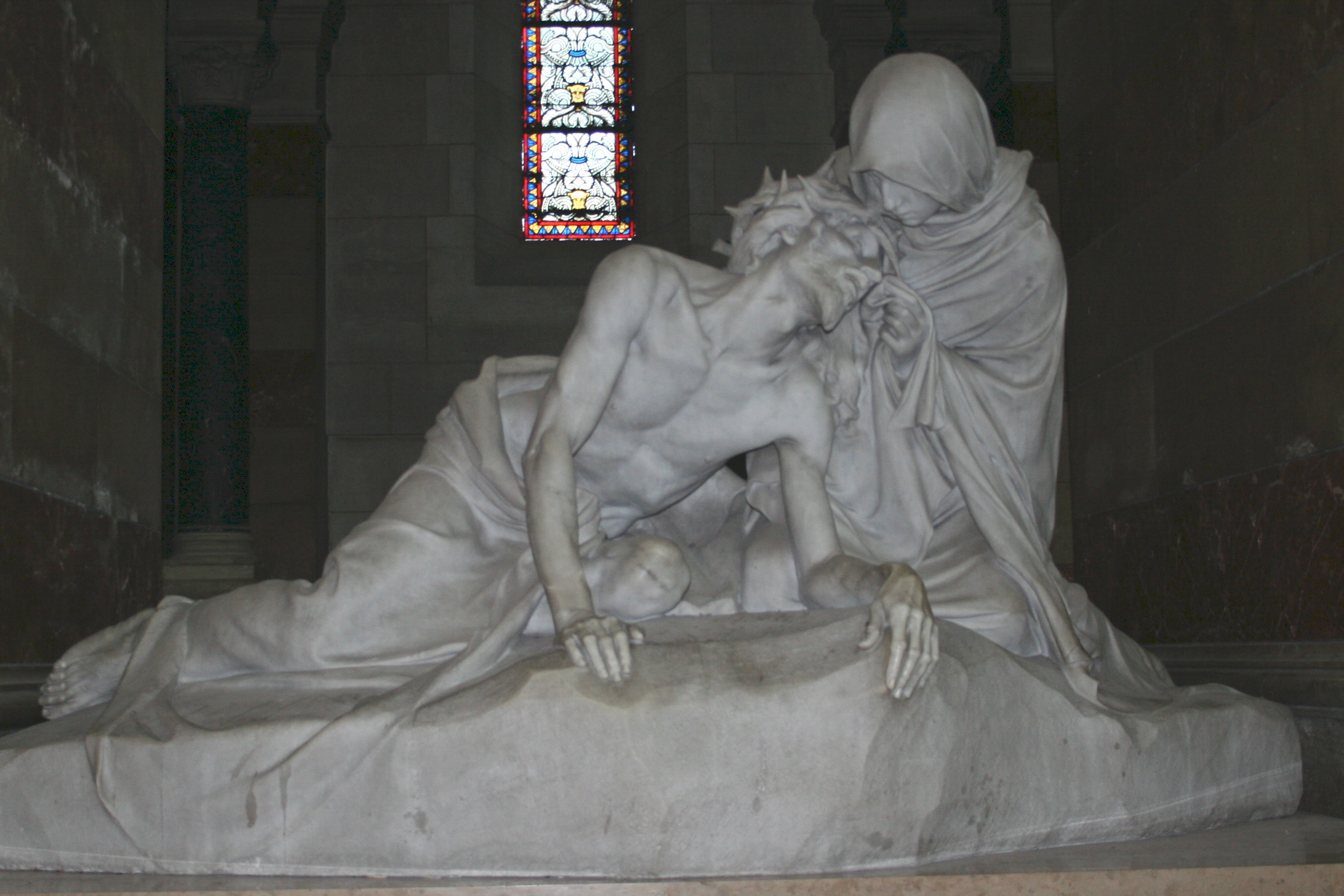
Sainte Véronique et le Christ, cathédrale Sainte-Marie-Majeure.
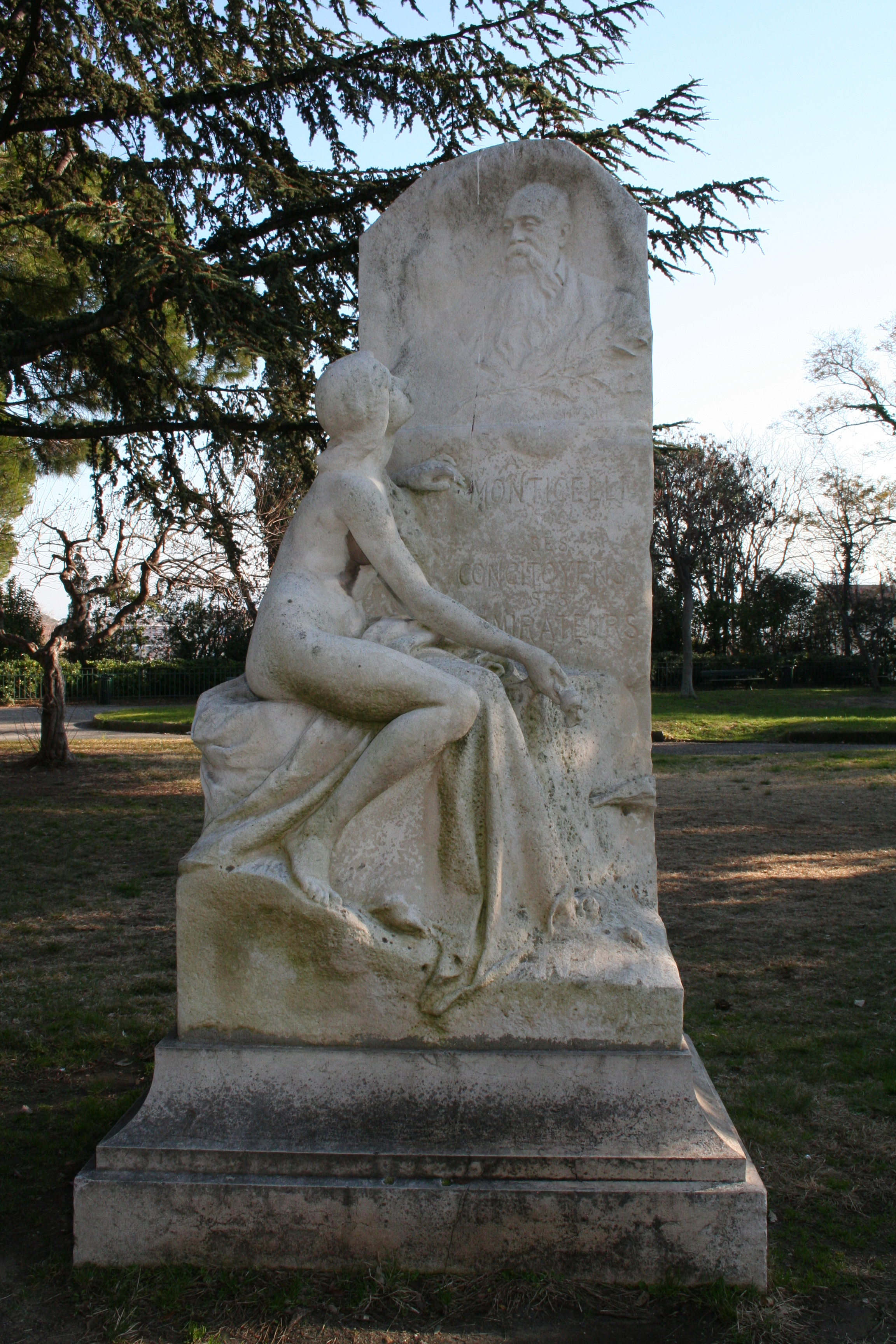
Monument à Adolphe Monticelli, palais Longchamp.
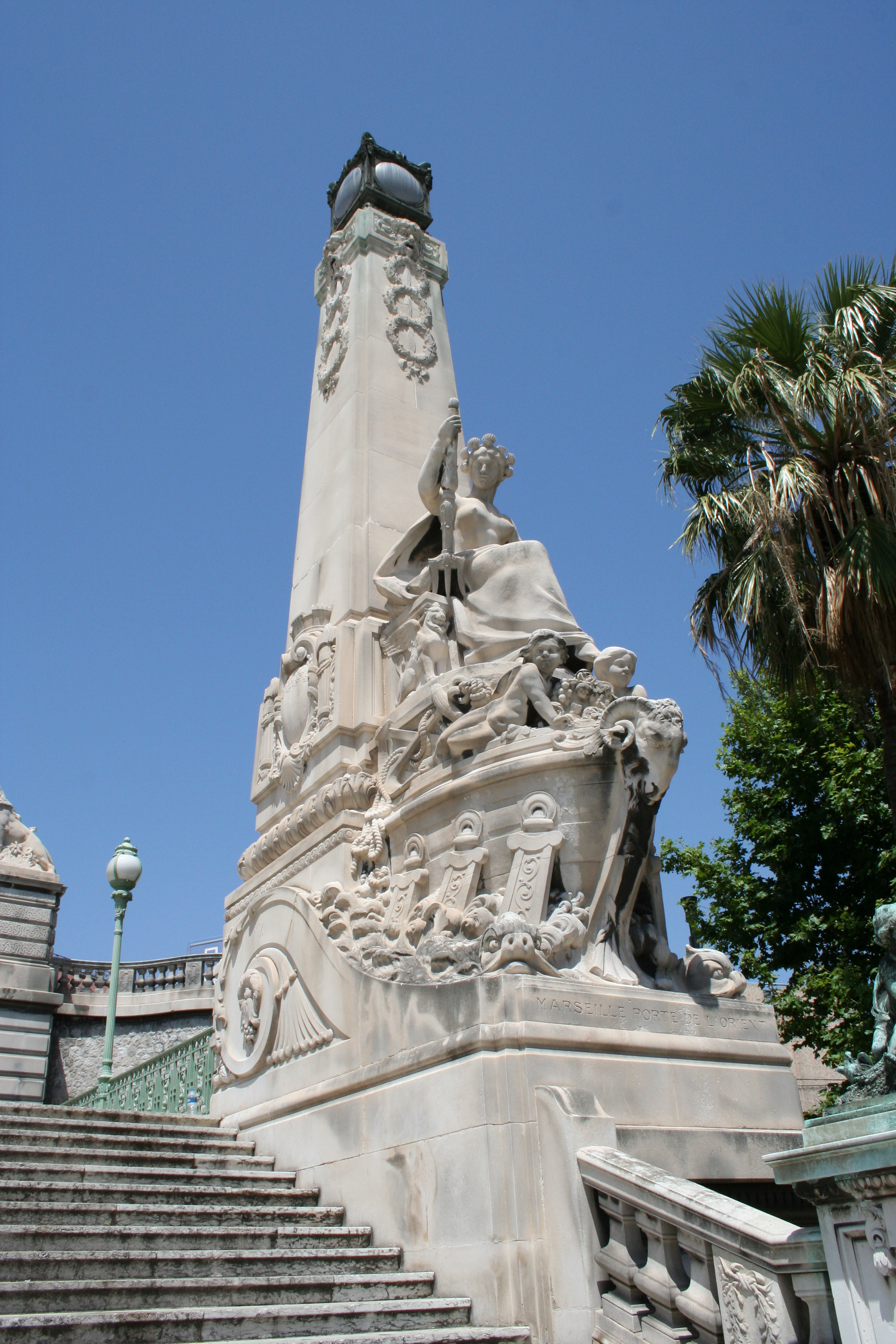
Marseille, porte de l'Orient, pylône de l'escalier de la gare Saint-Charles.
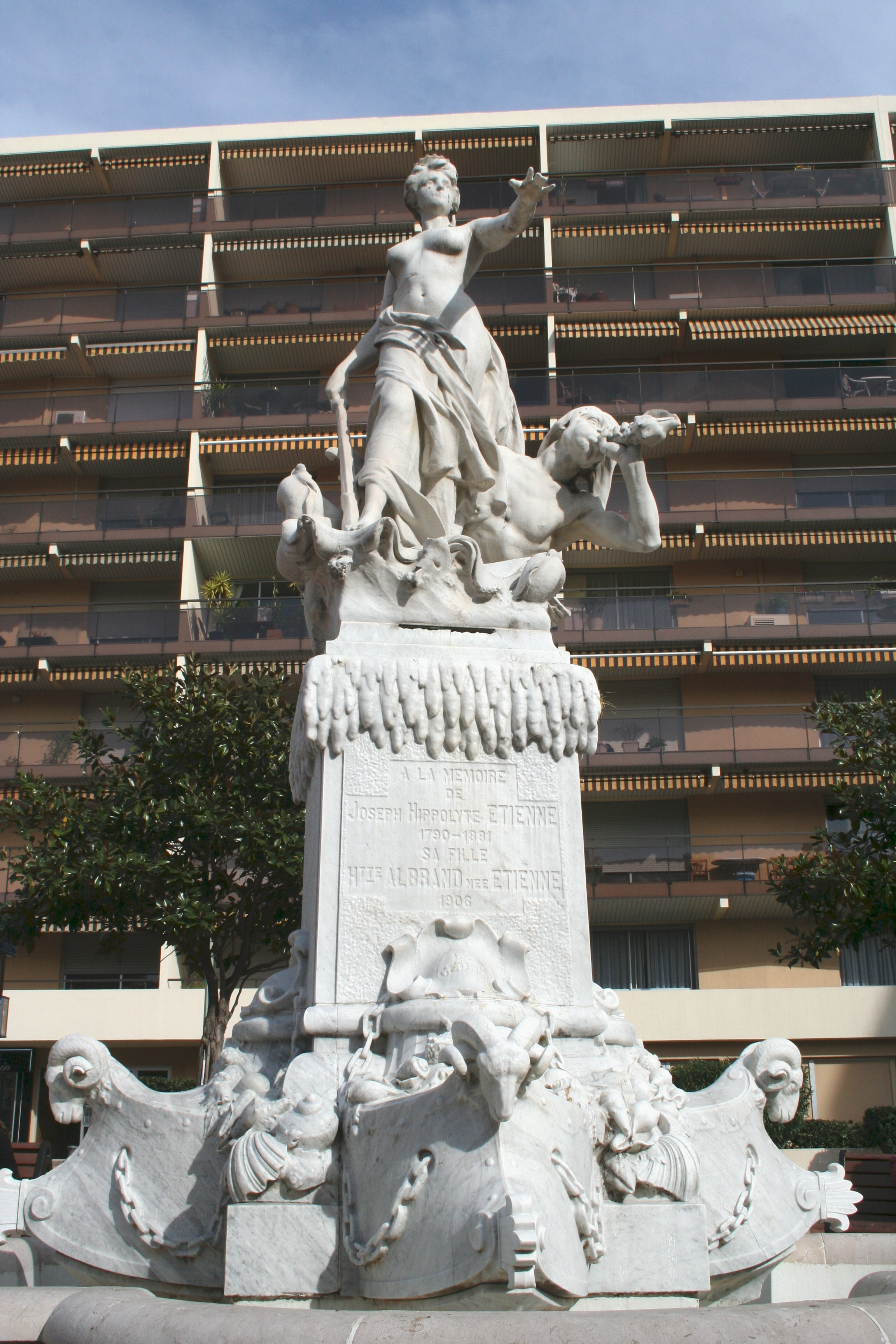
Le Triomphe d'Amphitrite, place Joseph Étienne.
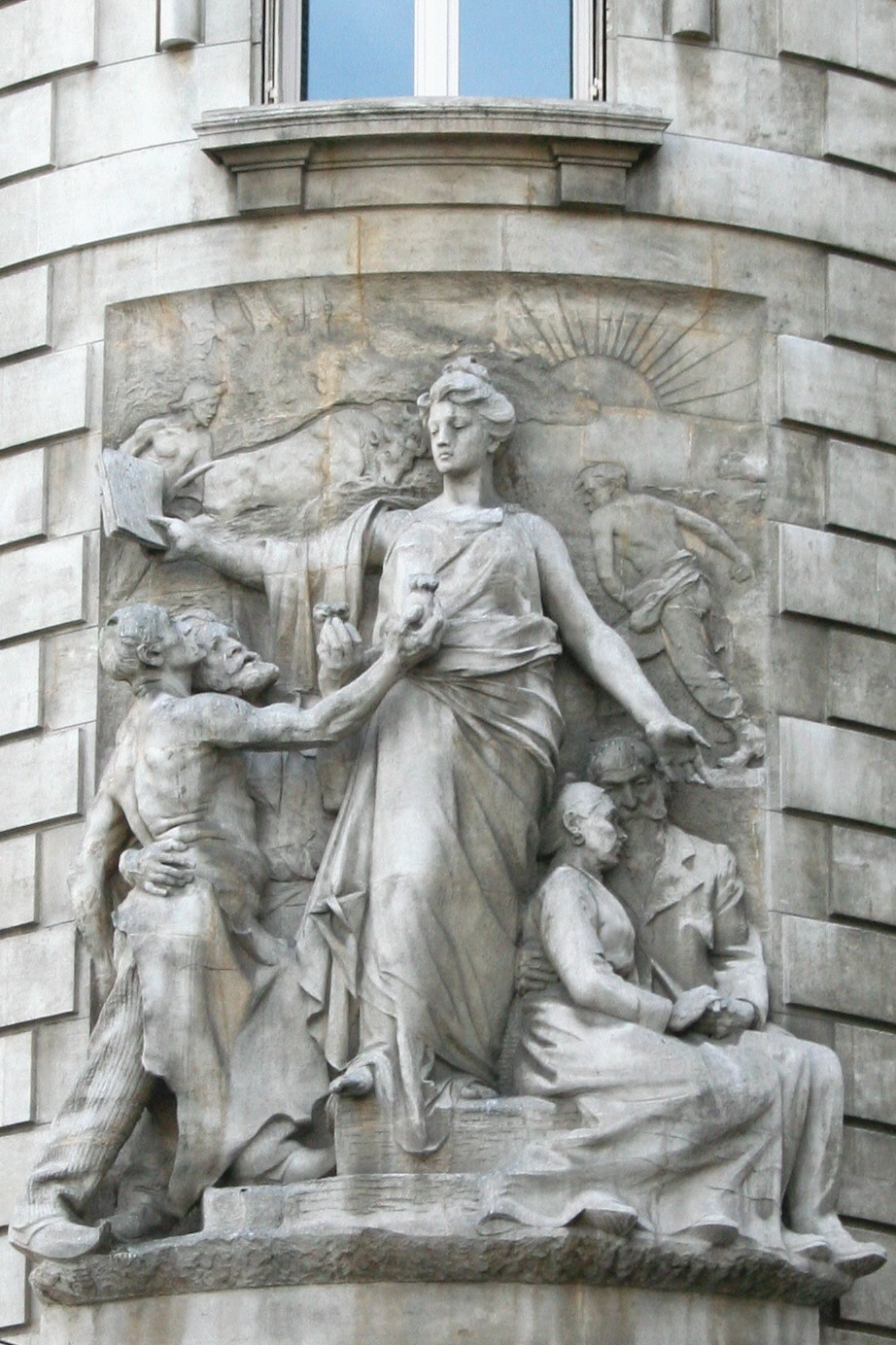
Allégorie de L'Épargne, Caisse d'épargne de Marseille.
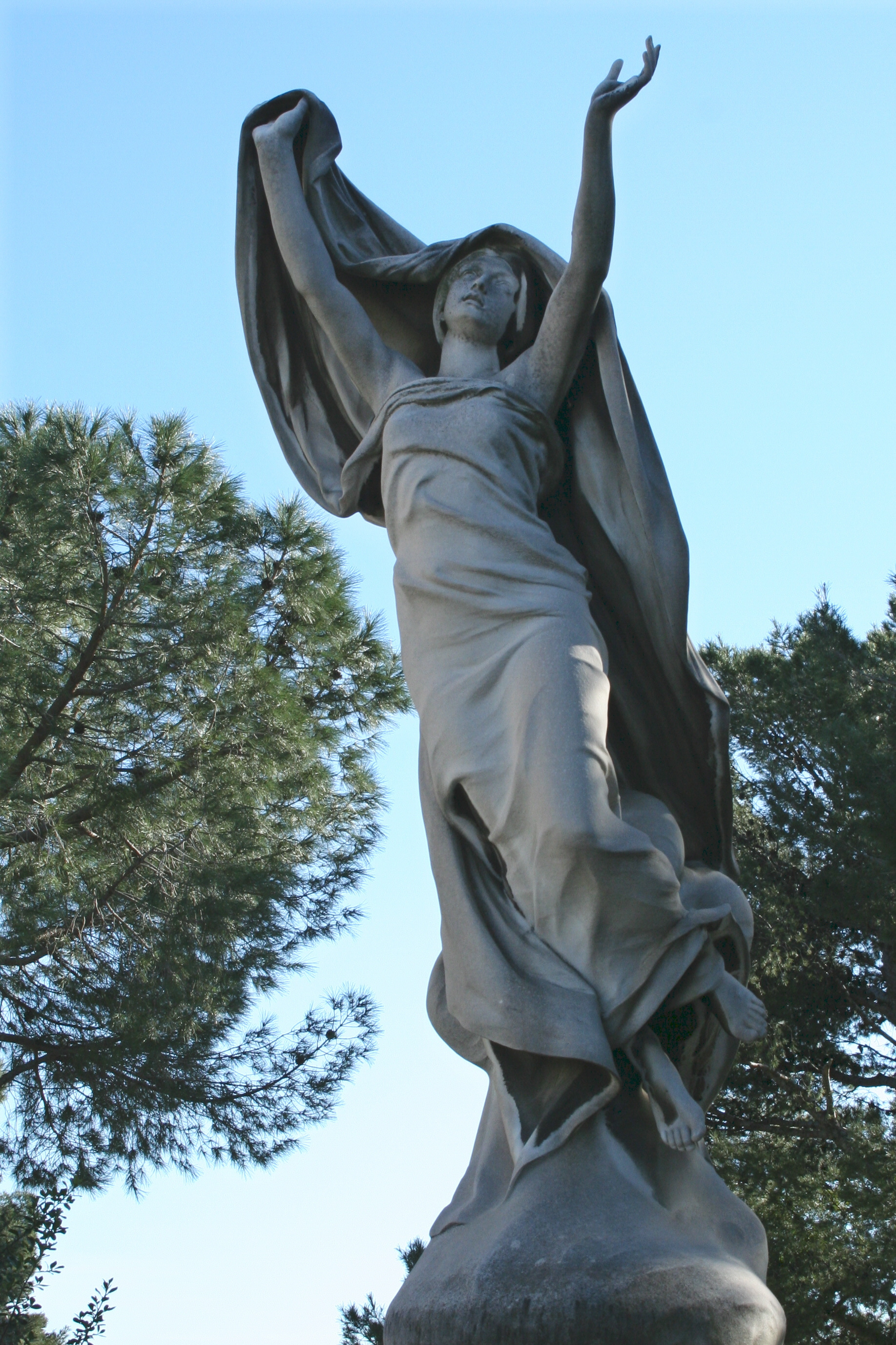
L'Envol, cimetière Saint-Pierre.